# Campeonato Cearense Série B 2017
In 2017 werd het 29ste Campeonato Cearense Série B gespeeld voor voetbalclubs uit de Braziliaanse staat Ceará. De competitie werd georganiseerd door de FCF en werd gespeeld van 18 maart tot 20 mei. Iguatu werd kampioen.
Quixada, dat vorig jaar uit de Série A degradeerde, trok zich terug uit de competitie. Crato en Itapajé kregen geen licentie voor dit seizoen en werden teruggezet naar de Série C. 

## Eerste fase
| Plaats | Club             | Wed. | W | G | V | Saldo | Ptn. |
| ------ | ---------------- | ---- | - | - | - | ----- | ---- |
| 1.     | Floresta         | 6    | 4 | 1 | 1 | 16:7  | 13   |
| 2.     | Maracanã         | 6    | 4 | 1 | 1 | 12:7  | 13   |
| 3.     | Iguatu           | 6    | 4 | 0 | 2 | 12:6  | 12   |
| 4.     | Aliança          | 6    | 2 | 2 | 2 | 5:10  | 8    |
| 5.     | Icasa            | 6    | 2 | 1 | 3 | 8:9   | 7    |
| 6.     | Esporte Limoeiro | 6    | 1 | 0 | 5 | 9:17  | 3    |
| 7.     | Tianguá          | 6    | 0 | 3 | 3 | 5:11  | 3    |

|  | Geplaatst voor tweede fase |
|  | Degradatie                 |

## Tweede fase
|  | halve finale | halve finale | halve finale | halve finale |  |          | finale | finale | finale | finale |
|  |              |              |              |              |  |          |        |        |        |        |
|  |              |              |              |              |  |          |        |        |        |        |
|  | Floresta     | 4            | 1            | 5            |  |          |        |        |        |        |
|  | Aliança      | 0            | 1            | 1            |  |          |        |        |        |        |
|  |              |              |              |              |  | Floresta | 0      |        | 1      |        |
|  |              |              |              |              |  | Iguatu   | 0      |        | 1      |        |
|  | Maracanã     | 1            | 0            |              |  |          |        |        |        |        |
|  | Iguatu       | 2            | 4            | 6            |  |          |        |        |        |        |

Details finale
|              |                     |       |          |                                               |
| 20 mei 17:00 | Iguatu              | 1 – 0 | Floresta | Estádio Agenorzão, Iguatu Toeschouwers: 3.300 |
| 20 mei 17:00 | Otacílio Marcos 62' |       |          | Estádio Agenorzão, Iguatu Toeschouwers: 3.300 |

### Kampioen
| Campeonato Cearense de 2017 - Série B |
| Ceará                                 |
| ------------------------------------- |
| IGUATU Kampioen (1° titel)            |